# Wachtberg (Taubenheim)

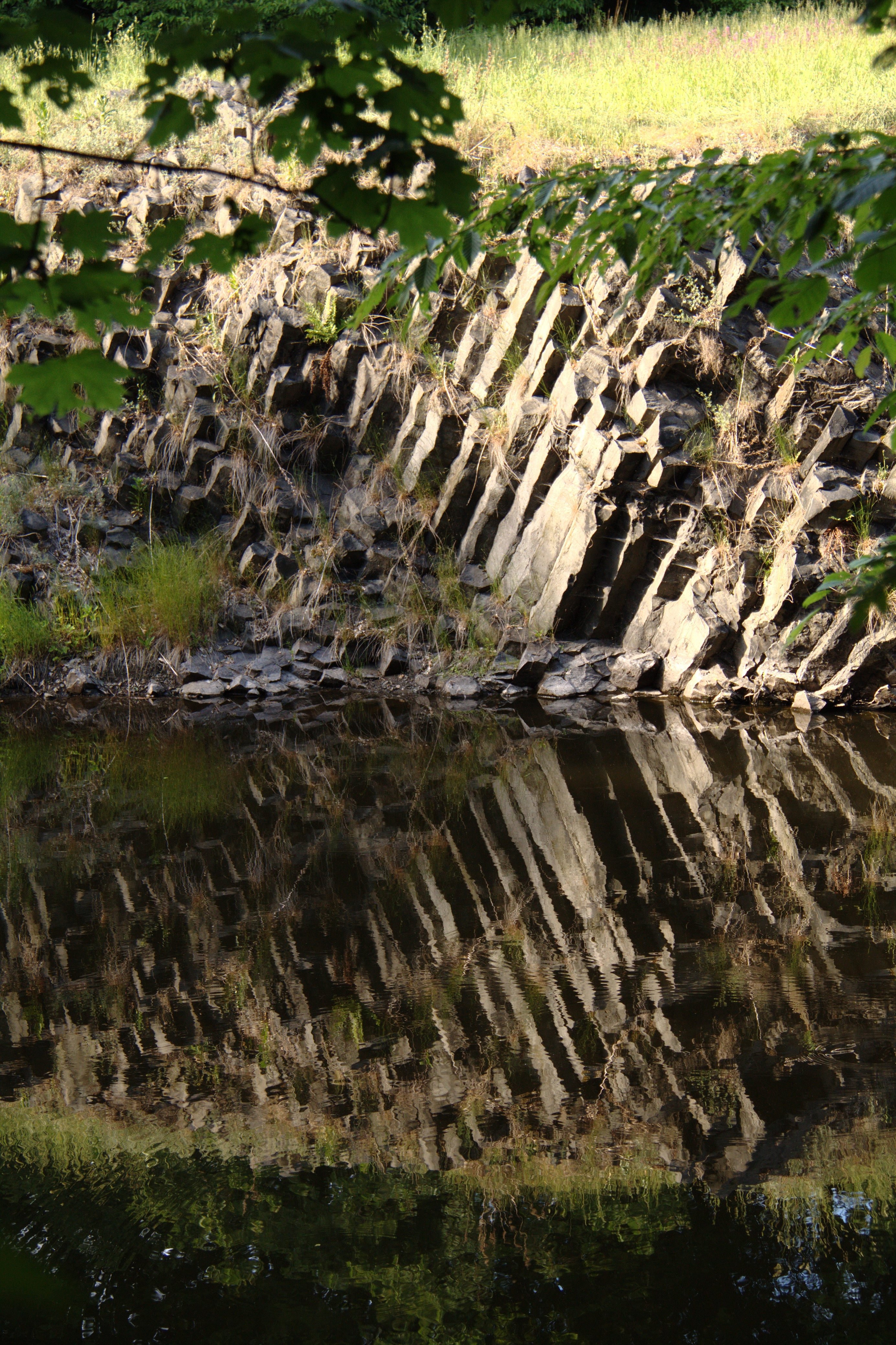
Basaltsäulen am Steinbruchteich

Der Wachtberg (363,5 m), volkstümlich Wacheberg, ist eine Kuppe im Landkreis Bautzen in Sachsen. Er liegt auf der Gemarkung von Taubenheim/Spree in der Gemeinde Sohland an der Spree im Lausitzer Bergland. Sein Gipfel mit dem ehemaligen Basalt-Steinbruch ist als Flächennaturdenkmal geschützt.

## Geographie
Die bewaldete Kuppe erhebt sich rechtsseitig über dem Spreetal und fällt im Nordosten zum Eichgrund ab. Am Fuße der als Ziegenrücken und Krebsschere bezeichneten östlichen Ausläufer befindet sich der Lehmteich. Nördlich des Wachtberges verläuft die Bundesstraße 98. Um den Wachtberg liegen im Nordosten Wassergrund, im Südosten Taubenheim/Spree, im Südwesten Schafberg und Neusorge, im Westen Wendisch-Sohland und im Nordwesten Ellersdorf. Der grün markierte Wanderweg von Uhyst am Taucher nach Äußerstniedersohland führt westlich und südlich um den Wachtberg.
Östlich bei Oppach erhebt sich der Krahberg (338 m), südöstlich der Hopfenberg in Tschechien (tschechisch: Chmelovy vrch) (393 m), im Süden der Taubenberg (458 m) und der Hornsberg (402 m), südwestlich der Schafberg (348 m) und im Westen der Frühlingsberg (353 m).

## Beschreibung
Der Wachtberg ist eine vulkanische Erhebung, die aus einem Basaltdurchbruch durch eine Scholle des Rosenhainer Granits, einer hellen Abart des Granodiorits, entstand. 1893 waren im nördlichen Teil des Gipfels noch horizontal liegende Basaltsäulen und im südlichen Teil eine nach Süden übergebogene Basaltgarbe zu erkennen. Durch den Steinbruchbetrieb wurde der Wachtberggipfel weitgehend abgebaut. Heute befindet sich im ehemaligen Steinbruch ein Teich. Im Steinbruchgelände sind die beiden Gesteinsarten gut erkennbar.
Die von landwirtschaftlichen Nutzflächen umgebene Kuppe bietet trotz ihrer geringen Höhe vom Waldrand aus nach allen Richtungen vor dem Panorama der zweiten und dritten Bergkette des Lausitzer Berglandes einen weiten Ausblick in das Tal der Spree, des Beiersdorfer Wassers und den Wassergrund. Der über den Nordhang führende, grün markierte Wanderweg von Uhyst am Taucher nach Äußerstniedersohland gewährt einen weiten Blick über das Spreetal mit dem Stausee Sohland bis zu den Kälbersteinen.

## Geschichte
Im Jahre 1778 kam es während des Bayerischen Erbfolgekrieges am Wachtberg zu einem Gefecht zwischen preußischen und österreichischen Husaren. Aus dem Meilenblatt ist ersichtlich, dass sich zu Beginn des 19. Jahrhunderts auf dem Wachtberg eine Gedächtnissäule befand.
Zum Ende des 19. Jahrhunderts begannen die Besitzer der Grundherrschaft Taubenheim mit dem Abbau des Nephelinbasalts auf dem Wachtberg. Am südlich des Gipfels vorbeiführenden Neuen Weg wurde in der ersten Hälfte des 20. Jahrhunderts ein Schotterwerk angelegt. In den 1930er Jahren erfolgte die Stilllegung des Basaltwerkes Taubenheim. Der tiefer liegende Teil des Steinbruchs lief dann im Laufe der Zeit mit Wasser voll.

## Flächennaturdenkmal
Das gesamte bewaldete Gipfelareal (Wachtbergkuppe) wurde als Flächennaturdenkmal des Landkreises Bautzen unter der Nr. BZ061 bereits 1985 unter Schutz gestellt. Um den Steinbruch hat sich ein Rest des ursprünglichen Sternmieren-Stieleichen-Hainbuchenwaldes erhalten. Darin befinden sich Exemplare der Winterlinde, Vogelkirsche, Spitzahorn, Bergulme, Flatterulme, Hasel, Schlehe, Weißdorn, Hundsrose, Lederblättrigen Rose und des Kreuzdornes. Die Bodenflora besteht hauptsächlich aus dem Lungenkraut, Frühlingsplatterbsen, Bingelkraut, Zimterdbeeren, Taubenstorchschnabel, Turmkraut, Wirbeldost, Heilziest, Waldplatterbsen, Bärenschoten und Heidelabkraut. Auf dem Gelände konnten 24 Heteropterenarten, darunter die seltenen Charagochilus gyllenhalii, Dichrooscytus intermedius, Psallus diminutus und Oncotylus punctipes nachgewiesen werden.

## Reiter ohne Kopf
Um den Wachtberg rankt sich die Sage von einem Reiter ohne Kopf, wonach ein dort gefallener kaiserlicher Leutnant eine vergrabene Kriegskasse hüten soll. Belegt ist nur, dass am 6. Oktober 1778 (im Bayerischen Erbfolgekrieg) zwischen preußischen und österreichischen Husaren ein Gefecht stattfand.